# Querempfindlichkeit
Die Querempfindlichkeit stellt die Empfindlichkeit einer Messeinrichtung auf andere Größen als die Messgröße dar; letztere ist die zu messende Größe.
Eine Größe, die nicht Messgröße ist, jedoch die von der Messeinrichtung gelieferte Information über den Messwert beeinflusst, heißt Einflussgröße; sie wird auch als Störgröße bezeichnet. Sie bewirkt, dass sich der Messwert allein schon dadurch ändert, dass sich die Einflussgröße ändert. Zu den Zielen einer jeden Messgeräteentwicklung soll gehören, Querempfindlichkeiten gering zu halten. Die Querempfindlichkeit gegenüber Störgrößen zählt zu den wichtigsten Eigenschaften eines Messgeräts.
Zu einer Querempfindlichkeit trägt auch unvollständige Selektivität bei, wie sie z. B. in Gassensoren vorkommt. Diese sprechen oft auch auf andere Gase an als das zu detektierende.
Eine sehr häufig anzutreffende Einflussgröße ist die Temperatur. 
- Ein elektrischer Widerstand reiner Metalle steigt mit der Temperatur. Im Widerstandsthermometer wird diese Erscheinung als charakteristisches Messprinzip für die Messung der Temperatur verwendet. Bei der Messung der elektrischen Spannung mittels Drehspulmesswerk stellt dieselbe Erscheinung über den Widerstand der Drehspule eine Querempfindlichkeit dar.
- Die für das elastische Verhalten einer Stahlfeder bestimmende Federkonstante hat einen negativen Temperaturkoeffizienten. Bei steigender Temperatur nimmt die Härte der Feder ab, und die Anzeige einer Federwaage oder eines Drehspulmesswerkes nimmt trotz unveränderter Messgröße zu.

Häufig wird vorgeschrieben, bei welcher Umgebungstemperatur eine Messeinrichtung zu betreiben ist, um einen Temperatureinfluss gegenüber dem justierten Zustand zu vermeiden.
Weitere wichtige Einflussgrößen sind Feuchte, Luftdruck, elektrisches Feld oder magnetisches Feld. Bei der Gasanalyse können andere Gaskomponenten als diejenige, die messtechnisch zu erfassen ist, zu Querempfindlichkeiten der Messeinrichtung führen: So reagieren beispielsweise bestimmte Quecksilbermessgeräte auf Schwefeldioxid. Messgeräte zur Detektion von Benzo[a]pyren weisen häufig Querempfindlichkeiten in Hinblick auf Ozon auf. Bei Chemilumineszenz-Verfahren zur Bestimmung von Stickstoffoxiden wirken Ammoniak und Kohlenstoffdioxid als Störgrößen. Bei der Gasanalytik spielen auch die Konzentrationen anderer Gase eine Rolle. So weist das Acetylaceton-Verfahren zur quantitativen Bestimmung von Formaldehyd erst Querempfindlichkeiten gegenüber Acetaldehyd auf, wenn dessen Konzentration das 50fache der Konzentration von Formaldehyd überschreitet; ebenso sorgt eine Schwefeldioxid-Konzentration von mehr als 10 mg/m3 für erhebliche Minderbefunde.
Hersteller von Messgeräten sind häufig gehalten, alle bekannten Quellen für Störeinflüsse zu beschreiben. Prüflaboratorien haben die relevanten Störgrößen zu beurteilen und darüber zu berichten. Querempfindlichkeiten von Messgeräten zur Überwachung von Luftverunreinigungen dürfen üblicherweise einen bestimmten Prozentsatz des Grenzwerts nicht überschreiten.